# Стрельчинцы
Стре́льчинцы (укр. Стрільчинці) — село на Украине, находится в Немировском районе Винницкой области.
Код КОАТУУ — 0523088601. Население по переписи 2001 года составляет 629 человек. Почтовый индекс — 22843. Телефонный код — 4331.
Занимает площадь 2,538 км².

## Адрес местного совета
22843, Винницкая область, Немировский р-н, с. Стрельчинцы